# Józef Wieczorek (bokser)
Józef Wieczorek (ur. 17 września 1905 w Rybniku, zm. 9 marca 1999 w Katowicach) – polski bokser.

## Kariera sportowa
Józef Wieczorek urodził się w Rybniku 17 września 1905 roku. Jego starsi bracia zajmowali się sportem: Władysław był jednym z założycieli Bokserskiego Klubu Sportowego w Katowicach, następnie prezesem Okręgowego Związku Bokserskiego, zaś Alfred sędziował. Jako nastolatek Józef Wieczorek boksował się za pieniądze. Do pierwszej walki namówił go założyciel prywatnego Klubu Sportowego Katowice Jerzy Riszke. Wieczorek pokonał starszego od siebie boksera w ogródku restauracji Długajczyka przy placu Miarki w Katowicach.
Walczył w barwach BKS Katowice, Cracovii, ponownie BKS-u i Policyjny KS Katowice, będąc tego ostatniego klubu zarazem trenerem. Pięściarstwo uprawiał w latach 1921-1939, boksując w kategorii półśredniej, średniej i półciężkiej. Uczestniczył w mistrzostwach Europy w Budapeszcie 1930 roku, odpadając w ćwierćfinale kategorii średniej. Startując w mistrzostwach Polski, dwukrotnie był wicemistrzem kraju w 1929 i 1931 roku, w wadze średniej. Natomiast brązowe medale wywalczył: w 1926 i 1928 w kategorii półśredniej, a w 1930 w wadze średniej. Trzykrotnie wystąpił w reprezentacji Polski w latach 1929-1931, przegrywając wszystkie 3 walki.
Stoczył w ringu rekordową liczbę 586 walk, z czego 457 wygrał, 21 zremisował i 108 przegrał.

## Upamiętnienie
Bokser Józef Wieczorek od 2017 roku jest patronem jednej z ulic w Radlinie.